# Roberto Carpio Nicolle
Roberto Vicente Carpio Nicolle (Ciudad de Guatemala, 16 de julio de 1930-Ib., 24 de febrero de 2022) fue un empresario, periodista, investigador y analista político guatemalteco. Se desempeñó como vicepresidente de la República de Guatemala durante el gobierno de Marco Vinicio Cerezo Arévalo durante el período de 1986 a 1991.

## Biografía
Nació en el hogar de Roberto Carpio de la Cerda y María Luisa Nicolle Monteros y fue hermano de Mario y Jorge Carpio Nicolle, amén de ser primo de Ramiro de León Carpio.
Fue presidente alterno de la Asamblea Nacional Constituyente de 1985. Vicepresidente de la República de 1986 a 1991 y  primer presidente del Parlamento Centroamericano.
Fue galardonado con la Orden Esquipulas II por la Fundación Esquipulas. En 2012 publicó el libro Colapsa el Estado: Pensamientos, Crónicas y Diálogos.